# Benito Montero
Benito Montero Rogo (Cambados, 1944) é um fiscal galego na Audiência de Pontevedra e o primeiro a tratar da normalização da língua galega na Justiça com a recuperação da democracia no Estado Espanhol.

## Trajectória
É residente na freguesia de San Salvador (Poio) desde 1996. Foi co-fundador da Irmandade Jurídica Galega a partir de onde luta pela normalização do galego. É membro da Irmandade de Vinhos Galegos e da plataforma cívica Prolingua.
Desde a formação do novo governo conservador da Junta da Galiza presidido por Núñez Feijóo, Montero mostrou-se muito crítico com o tratamento que se lhe dá a língua galega e assim o tem manifestado publicamente em várias entrevistas:
Suprimir os exames de galego para formar parte da administración é unha barbaridade porque existe o dereito ao uso do galego coa administración e a que esta resposte tamén en galego as nosas peticións. Daquela, como o vas garantir se os funcionarios non o coñecen? Esa decisión vulnera un dereito constitucional. Se alguén ten a obriga ineludíbel, por lei (Constitución e Estatuto) de defender o galego é o goberno galego, mais non parece que as medidas que toma leven ese camiño.— Declaração para o diário 'A Nosa Terra em julho de 2010.

## Obra

### Ensaio
- O processo penal a Manuel Curros Enríquez (1880-1881). Santiago de Compostela, Conselho da Cultura Galega; Ourense, Colégio de Advogados de Ourense, 2001.

### Obras colectivas
- Contos da justiça, Ir Indo, 1991.